# Marian z Jaślisk
Marian z Jaślisk (zm. 1658 r. we Lwowie) – polski dominikanin; filolog, teolog, tłumacz i autor słowników.
Urodzony w Jaśliskach. W 1623 r. złożył śluby zakonne u dominikanów we Lwowie. Tam odbywał do 1628 r. studia filozoficzne i teologiczne. Wysłano go na studia uzupełniające do klasztoru św. Augustyna w Padwie. Bakalaureat i magisterium z teologii uzyskał we Lwowie w 1641 i w 1644 r. W latach 1630–1653 wykładał filozofię i teologię w tymże mieście oraz w Podkarmieniu i w Kijowie. W 1653 został wybrany przeorem klasztoru lwowskiego, a w 1658 wikariuszem prowincji ruskiej dominikanów. Pracował też m.in. w Żółkwi, Lubarze, Kudaku i Latyczowie i był kapelanem na dworze kasztelanowej krakowskiej Zofii Sobieskiej. 
Pisał traktaty filozoficzne i teologiczne. Najważniejsze jego dzieło to Tetrarchia theologica, w którego drugiej części pt. Quincunx miscellaneorum znajduje się Dictionarium Sclavo-Polonicum [...] hoc est Vocabula [...] Illyrica seu Dalmatica zamierzał stworzyć wspólny język dla wszystkich Słowian. Był autorem słowników: łacińsko-polskiego i turecko-polskiego, pozostałych w rękopisie.